# Alizmajor
Alizmajor (Aliza), település Romániában, a Partiumban, Szatmár megyében.

## Fekvése
Krasznaterebes (Terebești) közelében fekvő település.

## Története
Alizmajor az 1921 évi földreform után keletkezett. Az egykori Károlyi birtok kisajátítása után alakult ki a mai település.
1956 előtt Krasznaterebes része volt, 1956-ban vált önálló településsé.
1956-ban 232 lakosa volt.
1992-ben 35 lakosa volt, melyből 20 román, 2 magyar, 13 cigány volt.